# Anyphaenoides octodentata
Espèce
Synonymes
- Anyphaena octodentata Schmidt, 1971

Anyphaenoides octodentata est une espèce d'araignées aranéomorphes de la famille des Anyphaenidae.

## Distribution
Cette espèce se rencontre au Venezuela, en Équateur y compris aux îles Galápagos et au Pérou.

## Publication originale
- Schmidt, 1971 : Mit Bananen eingeschleppte Spinnen. Zoologische Beiträge, (N.F.) vol. 17, no 3, p. 387-433.